# マイク・ジオラキス
マイク・ジオラキス（Mike Gioulakis、1982年9月17日 - ）は、アメリカ合衆国の撮影監督である。

## 経歴
1982年9月17日、フロリダ州プランテーションに生まれる。フロリダ州立大学で学んだ。『イット・フォローズ』や『スプリット』、『ミスター・ガラス』、『アス』などで撮影を担当している。

## フィルモグラフィー

### 長編映画
- クリーチャーズ 異次元からの侵略者 John Dies at the End （2012年）
- イット・フォローズ It Follows （2014年）
- スプリット Split （2016年）
- アンダー・ザ・シルバーレイク Under the Silver Lake （2018年）
- ミスター・ガラス Glass （2019年）
- アス Us （2019年）
- オールド Old (2021年)
- タミー・フェイの瞳 The Eyes of Tammy Faye (2021年)
- レプタイル -蜥蜴- Reptile (2023年)
- サスカッチ・サンセット Sasquatch Sunset (2024年)
- ピアノ・レッスン The Piano Lesson (2024年)